# Єппе Андерсен
Єппе Андруп Андерсен (дан. Jeppe Andrup Andersen, нар. 6 грудня 1992, Вайле, Данія) — данський футболіст, центральний півзахисник шведського клубу «Гаммарбю».

## Ігрова кар'єра

### Клубна
З десяти років Єппе Андерсен почав займатися футболом у клубі «Вайле». де пройшов шлях від юнацьких команд до основи. У 2010 році футболіст уклав із клубом професійний контракт терміном на три роки. У квітні 2011 року у матчі Першого дивізіону Андерсен вперше вийшов на поле в основі.
У травні 2013 року футболіст перейшов до клубу «Есб'єрг». Разом з новою командою Андерсен брав участь у матчах групового етапу Ліги Європи. Коли у 2017 році футболіст оголосив про те,що після завершення контракту він має намір покинути клуб, в його послугах виявляли зацікавленість ряд данських клубів та клуб МЛС «Нью-Йорк Сіті». Але до офіційних пропозицій справа не дійшла.
І влітку 2017 року футболіст перейшов до шведського клубу «Гаммарбю», з яким підписав трирічний контракт. У Швеції Андерсен виграв національний Кубок.

### Збірна
З 2010 року Єппе Андерсен грав у складі юнацьких та молодіжної збірних Данії.

## Досягнення
Гаммарбю
 Переможець Кубка Швеції: 2020/21
- Фіналіст Кубка Швеції: 2021/22